# Stanisław Bojanowski (poseł)
Stanisław Bojanowski herbu Junosza (ur. 16 września 1894 w Klicach, zm. 26 lutego 1959 w Dusznikach-Zdroju) – polski ziemianin, polityk i działacz społeczny, poseł na Sejm III kadencji w II RP z ramienia Stronnictwa Narodowego.

## Życiorys
Ukończył gimnazjum w Mławie i studia rolnicze na Uniwersytecie Jagiellońskim w Krakowie.
Był ochotnikiem podczas wojny polsko-bolszewickiej w szeregach 2. Pułku Ułanów Grochowskich. W 1921 zakupił majątek Jarluty Małe w powiecie ciechanowskim. Był działaczem Związku Ziemian, Towarzystwa Rolniczego i Izby Rolniczej w Warszawie. Zakładał liczne kółka rolnicze na Mazowszu. Pełnił funkcję wiceprezesa Akcji Katolickiej w diecezji płockiej. W wyborach w 1930 został wybrany posłem na Sejm z listy nr 4 w okręgu wyborczym nr 8 (Ciechanów). Pracował w komisjach: rolnej i spraw zagranicznych. 
W 1940 został wysiedlony przez władze niemieckie, przebywał w powiecie ciechanowskim. W 1945 przeniósł się z wraz z rodziną do Zagłębia Dąbrowskiego, a następnie do województwa krakowskiego, gdzie pracował w upaństwowionych majątkach ziemskich jako kierownik, księgowy i magazynier.
Zmarł 26 lutego 1959 w Dusznikach-Zdroju. Został pochowany na cmentarzu rodzinnym w Lekowie.

## Rodzina
Był synem Michała Bojanowskiego, posła na Sejm i senatora, i Jadwigi Teresy z Rudowskich. 10 lipca 1932 poślubił Anielę z Rożańskich (1900-1987), z którą miał córkę Wandę Oleńską (1925-2001). Jego kuzynem był inżynier Jerzy Rudowski. Przez rodzinę ojca był spokrewniony z prezydentem Ignacym Mościckim.